# 聖奧古斯丁縣 (德克薩斯州)
聖奧古斯丁縣（英語：San Augustine County）是美國德克薩斯州的一個縣。面積1,534平方公里。根據美國2000年人口普查，共有人口8,946人。縣治聖奧古斯丁（San Augustine）。
成立於1836年3月17日，縣政府於1837年成立。縣名來自墨西哥統治時期的同名的行政單位，其名來自一座名為San Augustín de Ahumada的堡壘。